# クヌート・トーレ・アペラン
クヌート・トーレ・アペラン（Knut Tore Apeland、1968年12月11日 - ）は、ノルウェー、テレマルク県Haukeligrend出身の元ノルディック複合選手。

## プロフィール
1988/89シーズンにノルディック複合・ワールドカップにデビュー、2戦目で優勝した。
1992年アルベールビルオリンピックでは個人戦10位、団体戦では銀メダルを獲得した。
1993年ノルディックスキー世界選手権では個人・団体とも銀メダルを獲得した。
翌1994年自国開催のリレハンメルオリンピックでは個人11位、団体ではまたしても銀メダルを獲得、1995年ノルディックスキー世界選手権で個人6位、そして団体戦では四たび銀メダルだった。
1997年のノルディックスキー世界選手権は自国のトロンハイムで開催され、個人では7位、団体でやっと金メダルを獲得することができた。
ワールドカップでは通算7勝、1995/96シーズンには3勝を挙げて総合優勝した。
2000年3月に現役引退。